# Symboles du Brésil

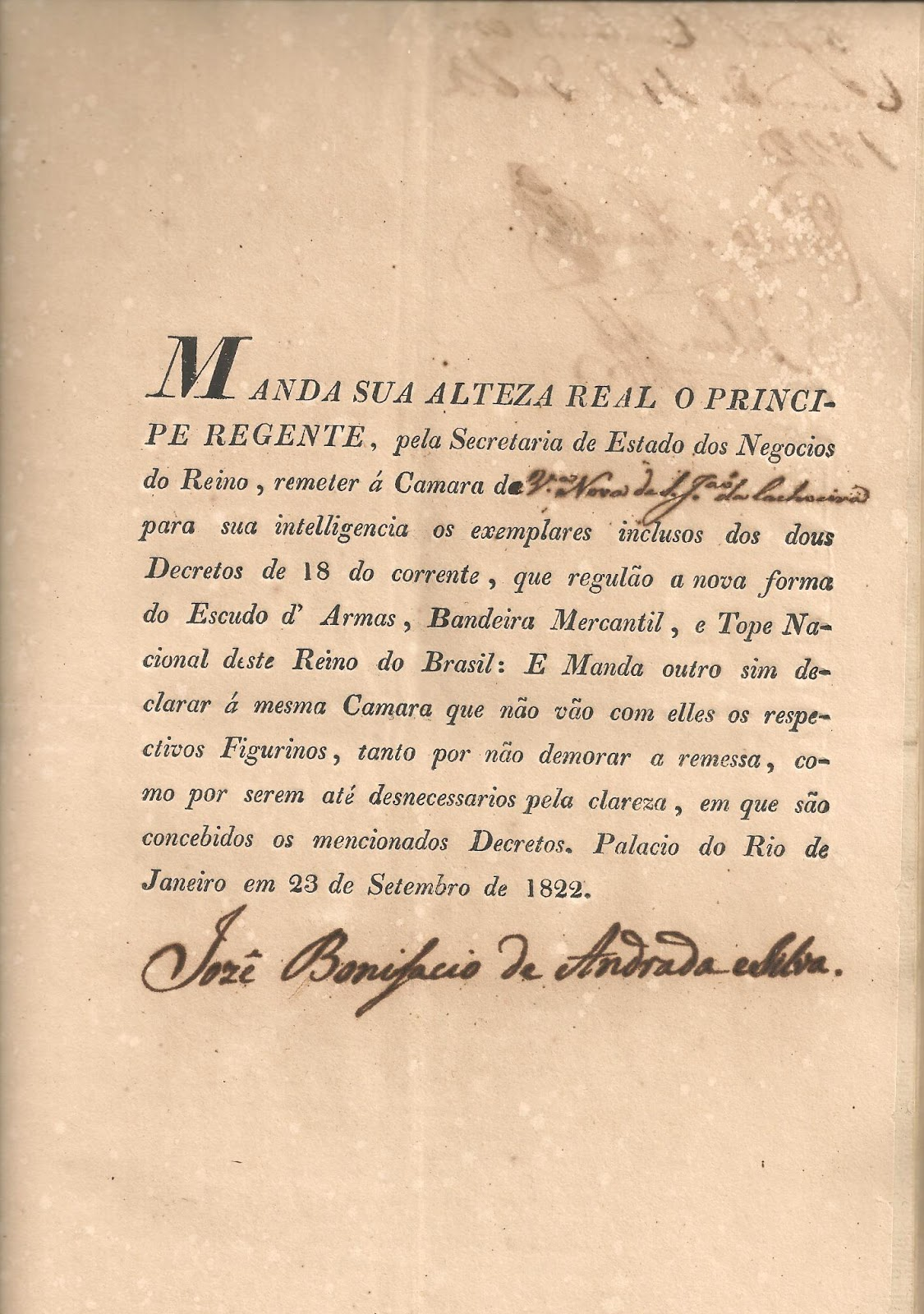
Circulaire ministérielle du 23 septembre 1822, dans laquelle José Bonifácio de Andrada e Silva informe la Chambre de Vila Nova de São João da Cachoeira des symboles nationaux du Brésil, peu après l'indépendance.

Les symboles du Brésil sont des symboles nationaux qui représentent officiellement la nation brésilienne. Il y a selon la loi brésilienne quatre symboles officiels : le drapeau, l'emblème, l'hymne, et le sceau,. Selon la loi n° 5 700, du premier septembre 1971, le vert et le jaune sont les couleurs nationales, qui peuvent être utilisées sans aucune restriction, avec le bleu et le blanc. En vertu du décret 51 564 du 3 octobre 2002, le merle à ventre roux est l'oiseau symbole du Brésil, apparaissant sur l'emblème officiel de la Coupe des confédérations 2013, qui se déroule dans le pays.

## Drapeau

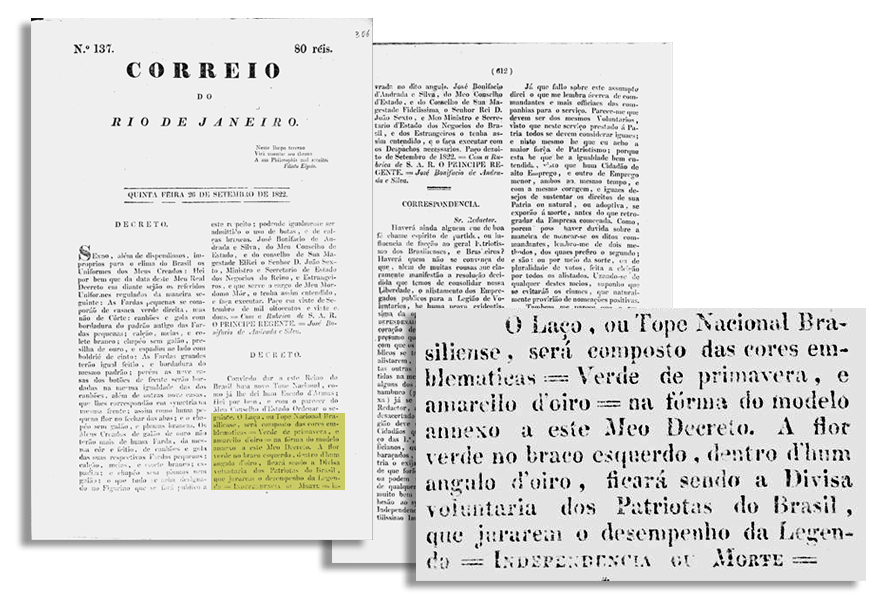
Édition du avec les décrets créant le drapeau, l'emblème et le lien national, 1822.

Drapeau national du Brésil

Le drapeau national est adopté lors de la publication du décret numéro quatre du 19 novembre 1889. Sa base est un rectangle vert, avec un losange jaune et, à l'intérieur, un cercle bleu représentant une sphère céleste. Au milieu de cette sphère se trouve une bande blanche avec la devise nationale, « Ordem e progresso » (« Ordre et progrès »), en plus de vingt-sept étoiles blanches qui représentent les vingt-six États et le District fédéral. Il est idéalisé par Miguel Lemos et Raimundo Teixeira Mendes et conçu par Décio Villares. Le dessin s'inspire du drapeau de l'empire du Brésil, conçu par le peintre français Jean-Baptiste Debret, où, à la place de la couronne impériale, est placé le cercle bleu, avec la bande blanche, la devise nationale et les étoiles. Le vert représente les forêts ; le jaune représente les richesses du Brésil ; le ciel bleu est celui de la ville de Rio de Janeiro, tel qu'observé le 15 novembre 1889 à 8 h 30 (douze heures sidérales), date de la proclamation de la république ; et le blanc représente la paix,. Depuis son adoption, le drapeau subit quelques changements, tous associés à l'inclusion d'étoiles pour représenter de nouveaux États. Il doit être mis à jour chaque fois qu'un État est créé ou disparaît. L'inscription « Ordem e progresso », placée au milieu de la bande blanche, est une forme abrégée de la devise politique positiviste dont l'auteur est Auguste Comte : « L'Amour comme principe et l'Ordre comme base ; le progrès comme but ».

## Hymne
L'hymne national est écrit par Joaquim Osório Duque Estrada selon la musique de Francisco Manuel da Silva. Il est choisi de façon définitive par le gouvernement brésilien le 21 août 1922.

## Emblème

Emblème

L'emblème est adopté le même jour que le drapeau. Il est créé par l'ingénieur Artur Zauer et conçu par Luís Gruder. Certaines sources affirment qu'il est commandé par le président Deodoro da Fonseca. Cependant, des travaux plus approfondis sur l'héraldique brésilienne indiquent que Deodoro ne l'a pas commandé, mais que celui-ci l'approuvé après une suggestion de l'imprimerie Laemert, où Zauer travaille,,,. Il est formé d'un cercle bleu ciel, avec cinq étoiles d'argent, en forme de constellation de la Croix du Sud et le bord du champ profilé en or, chargé d'étoiles d'argent en même nombre que les étoiles du drapeau national. Sur le bouclier, il y a une étoile à rotation brisée composée de dix pièces de sinople et d'or, brodée d'une bande intérieure de gueules et d'une bande extérieure d'or. Cet ensemble brocante sur une épée, en pointe, tenue en or, gardes azur, à l'exception de la partie centrale, à gueules et contenant une étoile d'argent, est sur une couronne formée d'une branche de caféier fruitée, à droite, et à l'autre de tabac fleuri, toutes deux de leur couleur. Il y a aussi, affiché sur les poignées de l'épée, un listel bleu, avec la légende « République fédérative du Brésil », au centre, et les expressions « 15 de Novembro », à l'extrémité droite, et 1889, à l'extrémité gauche,.

## Sceau
Le sceau est adopté avec le drapeau national et les armes et est formé d'un cercle représentant une sphère céleste, identique à celle du drapeau national, entouré des mots « République fédérative du Brésil ». Son utilisation est obligatoire pour authentifier les actes gouvernementaux, les diplômes et certificats délivrés par les écoles officielles ou reconnues,.